# Szent Caedmon
Szent Caedmon, más írásmóddal Kaedmon, Cedmon, Ceadmon (? – 680 körül) Beda Venerabilis szerint a legkorábbi angolszász keresztény költő.
Beda történeti művében beszámol róla, hogy Caedmon eredetileg tehénpásztor volt a northumbriai Whitbyben. Amikor egy alkalommal egy istállóban elszenderedett, egy idegen jelent meg előtte, felszólítva őt hogy énekeljen. Caedmon először vonakodott teljesíteni a kérést, mert nem volt jó hangja – azonban végül mégiscsak énekelni kezdett a világ teremtéséről, amiről pedig azelőtt sohasem hallott. Amikor felébredt, az általa elmondott éneket újabb részekkel meg is toldotta, majd elment Hilda apátnő közeli kolostorába elmondani szerzeményét. Az apátnő az énekeket feljegyezte, és több részletet a Bibliából felolvastatott Caedmonnak, amiket az újdonsült költő hasonlóképpen énekekbe szedett. Később Hilda sürgetésére Caedmon kolostorba lépett, és ott halt meg 680 körül. Költeményeit (Genesis, Exodus, Krisztus emberré létele, mennybemenetele stb.) 1655-ben adták ki Amszterdamban; kétséges azonban, hogy ezek lennének valóban a Beda által említett Caedmon művei, mert azok himnuszok lehettek.